# Györffy István-emlékérem
A Györffy István-emlékérem a Magyar Néprajzi Társaság által 1970-ben alapított elismerés. A nagy magyar néprajztudós, Györffy István (1884–1939) emlékezetét őrzi. Évente 1-2 személy kaphatja a Társaság tagjai közül, kiemelkedő teljesítményükért vagy egész addigi munkásságukért. Az emlékérem átadására a Társaság közgyűlésén kerül sor.

## Leírása
Az emlékérmet Szabó István kiváló művész készítette. Az egyik oldalán Györffy István 1884-1939 felirat és profilportré, a másik oldalán pedig stilizált pávaábrázolás látható, felül felirattal: Magyar Néprajzi Társaság. Alul kiemelkedő hely áll rendelkezésre az adományozott nevének bevésésére.
Az érem átmérője 9 cm, anyaga bronz.

## A kitüntetettek névsora
- 1970  Tálasi István
- 1970  Ortutay Gyula
- 1971  Christo Vakarelski
- 1971  Gunda Béla
- 1972  Kustaa Vilkuma
- 1972  Diószegi Vilmos
- 1973  Szőcs Sándor
- 1974  Milovan Gavazzi
- 1974  Bálint Sándor
- 1975  Dömötör Tekla
- 1975  Vargyas Lajos
- 1977  Balassa Iván
- 1977  Balogh István
- 1977  Vajkai Aurél
- 1978  Vargha László
- 1979  Domokos Pál Péter
- 1980  Takács Lajos
- 1981  Barabás Jenő
- 1981  Szabó T. Attila
- 1982  Szolnoky Lajos
- 1982  Kós Károly
- 1983  Andrásfalvy Bertalan
- 1983  Bakó Ferenc
- 1984  K. Csilléry Klára
- 1984  Kodolányi János
- 1985  Kresz Mária
- 1985  Szabadfalvi József
- 1986  Fél Edit
- 1987  Domonkos Ottó
- 1987  Paládi-Kovács Attila
- 1988  Dankó Imre
- 1988  Hofer Tamás
- 1989  Kósa László
- 1989  Ujváry Zoltán
- 1990  Morvay Péter
- 1991  K. Kovács László
- 1991  Sándor István
- 1992  Martin György
- 1992  Katona Imre
- 1993  Varga Gyula
- 1994  Kisbán Eszter
- 1995  Pócs Éva
- 1996  Penavin Olga
- 1997  Füzes Endre
- 1998  Selmeczi Kovács Attila
- 1999  Szilágyi Miklós
- 1999  Voigt Vilmos
- 2001  Kerecsényi Edit
- 2002  Flórián Mária
- 2003  Pozsony Ferenc
- 2004  Bárth János
- 2005  Bodó Sándor
- 2006  Gráfik Imre
- 2007  Petercsák Tivadar
- 2008  Viga Gyula
- 2009  Keszeg Vilmos
- 2010  Lukács László
- 2011  Sárkány Mihály
- 2012  Borsos Balázs
- 2013  Vargyas Gábor
- 2014  Kocsis Gyula
- 2015  Gazda Klára
- 2016  Zentai Tünde
- 2017  Küllős Imola és Hála József
- 2018  Liszka József
- 2019  Barna Gábor